# MAN WITH A MISSION (アルバム)
『MAN WITH A MISSION』（マン・ウィズ・ア・ミッション）は、2011年6月8日に発売されたMAN WITH A MISSIONの2枚目のアルバム（フルアルバムとしては1枚目）。

## 概要
MAN WITH A MISSIONのメジャーデビュー作品となるアルバムである。本アルバムには、枚数限定で発売されたシングル「NEVER FXXKIN' MIND THE RULES」の収録曲や、東日本大震災を受けてMySpaceとYouTubeで公開し、販売収益を東日本大震災の募金に当てるチャリティーシングル「RAIN OF JULY」も収録されている。バンド名を冠したアルバムタイトルについては、メンバー全員の意見が一致した結果であると『ぴあ関西版WEB』のロングインタビューで語っている。
2012年1月26日に発表された第4回『CDショップ大賞』において、本アルバムが入賞作品に選出された。

## 収録曲
1. DANCE EVERYBODY
作詞・作曲：Jean-Ken Johnny
2. FLY AGAIN
作詞：Kamikaze Boy, Jean-Ken Johnny、作曲：Kamikaze Boy
3. SCENT OF YESTERDAY
作詞：Kamikaze Boy, Jean-Ken Johnny、作曲：MAN WITH A MISSION
4. NEVER FXXKIN' MIND THE RULES
作詞・作曲：Jean-Ken Johnny
5. RAIN OF JULY
作詞・作曲：Jean-Ken Johnny
6. HASTA LA VISTA
作詞・作曲：Jean-Ken Johnny
7. TRIUMPH OF THE DAY
作詞・作曲：Jean-Ken Johnny
8. NOTHING'S GONNA CHANGE MY WAY
作詞：Kamikaze Boy, Jean-Ken Johnny、作曲：Kamikaze Boy
9. DON'T LOSE YOURSELF
作詞：Kamikaze Boy, Jean-Ken Johnny、作曲：Kamikaze Boy
  - ミニアルバム『WELCOME TO THE NEWWORLD』からの再録。
10. WHITE WORLD
作詞・作曲：Jean-Ken Johnny

## 参加ミュージシャン
- E.D.Vedder：Guitars
- 大島こうすけ：Keyboards & Programming